# Tagalog ritsemai
Tagalog ritsemai är en skalbaggsart som först beskrevs av Auguste Lameere 1903.  Tagalog ritsemai ingår i släktet Tagalog och familjen långhorningar. Inga underarter finns listade i Catalogue of Life.